# Люсіль Болл
Люсіль Дезіре Болл (англ. Lucille Désirée Ball; 6 серпня 1911 — 26 квітня 1989) — американська комедійна теле- та кіноакторка, співачка, модель, комік, телепродюсерка; зірка телесеріалу «Я люблю Люсі», що отримала на батьківщині прізвисько «Королева комедії».

## Юність
Люсіль Болл народилася та виросла у Селороне (штат  Нью-Йорк) в сім'ї  баптистів. Її батько був шотландського походження, а предки матері були з  Ірландії і  Франції. Батько працював монтером в телефонній компанії «Bell Company» і його часто переводили з одного об'єкта роботи на інший. Коли Люсіль виповнилося три роки, її сім'я покинула рідний Джеймстаун і переїхала в містечко Анаконда в штаті Монтана. Але незабаром батька знову перевели, і новим місцем проживання стало місто Вайндотт в Мічигані. Там в лютому 1915 року її батько помер від  черевного тифу, залишивши дружину вагітною другою дитиною.
Після смерті батька Люсіль Болл і її брат Фред виховувалися матір'ю і дідусем з бабусею. Її дід Фред С. Хант був ексцентричним соціалістом, який дуже любив театр. Він часто водив маленьку Люсі на спектаклі в місцевий театр і був дуже радий тому, що вона бере участь в шкільних постановках.
У 1925 році, зі схвалення матері, Болл пішла в школу драматичного мистецтва Джона Мюрея Андерсона. Там сором'язливу Люсі затьмарювала інша починаюча зірка, Бетт Девіс. Через кілька тижнів шкільні викладачі сказали їй, що у неї немає ніякого майбутнього на сцені, і Люсіль Болл покинула школу.
Троюрідна сестра Люсіль — Сюзен Болл (1934—1955), також була акторкою.

## Акторський дебют
У 1932 Болл повернулась в Нью-Йорк, щоб стати акторкою. Спочатку вона досягла деякого успіху як модель для дизайнера Хеті Карнегі і реклами цигарок «Chesterfield». Потім стала брати участь у бродвейських постановках, взявши псевдонім Дайан Белмонт, хоч надовго там і не затрималась. Після невеликої роботи в якості однієї з «Золотих дівчаток» в фільмі «Римські скандали» Болл покидає Нью-Йорк и перебирається в Голівуд, щоб стати кіноакторкою. Там вона знайомиться з Джинджер Роджерс, котра стала її найближчою подругою. В 1930-ті багато знімалася в епізодичних ролях, а на початку 1940-х підписала контракт зі студією «MGM». В голівудських колах була відома як «Королева боліварів» (звання раніше належало Фей Рей), тому що знімалась переважно в фільмах категорії «B», а актор Макдональд Кері був визнаний її «королем».
У 1940 році Люсіль Болл познайомилась з керівником джаз-оркестру кубинцем Дезі Арназом, з котрим незабаром одружилась. Їх часті публічні конфлікти і екстравагантні витівки притягували велику увагу преси. В 1942 році Арназа призвали на службу в армію, але через травму коліна він лишився в Лос-Анджелесі, де влаштовував музичні концерти для поранених солдатів. В 1944 році Болл подала на розлучення, проте помирилася с Арназом і вирішила залишитись з ним до того, як процедура офіційно завершилась.

## «Я люблю Люсі»
У 1948 Люсіль Болл отримала роль Ліз Кагат (пізніше Купер), ексцентричної дружини, в радіопрограмі для «CBS» «Мій любий чоловік». Програма була дуже успішною і «CBS» вирішило зробити її телеверсію під назвою «Я люблю Люсі». Болл погодилась за умови, що з нею зніматиметься її чоловік. Спочатку керівництво «CBS» відмовилось, вважаючи, що публіці не сподобається пара, де дружина американка, а чоловік кубинець. Але після експериментального епізоду, в якому Люсі показала весь свій комедійний талант, «CBS» були в захваті і серіал вийшов на екрани.
17 липня 1951 року Болл народила першу дитину, Люсі Арназ, а через півтора року — другу, Дезі Арназа. Під час другої вагітності серіал «Я люблю Люсі» був настільки популярним, що зупиняти зйомки не стали, і персонажу Болл — Люсі Рікардо — теж довелось народжувати.
1953 року Болл була викликана до суду, оскільки в 1936 році голосувала за комуністичну партію. На звинувачення Арназ відповів саркастично: «Єдина червона річ в Люсі — це її волосся, і навіть те фарбоване!».
У 1960 році Люсіль Болл втілила в життя свою давню мрію — зіграла в бродвейському мюзиклі «Ризикована справа», пісню з якого, «Hey, Look Me Over» («Гей, поглянь на мене»), виконала разом з Паулою Стюарт в «Шоу Еда Саллівана».
4 травня 1960 року, наступного дня після завершення зйомок телесеріалу «Час комедії Люсі-Дізі» (продовження «Я люблю Люсі»), Болл і Арназ розлучились. Проте зберігали дружні і теплі відносини до смерті Арназа в 1986 році. В 1961 році акторка одружилася з коміком Гарі Мортоном.

## Останні роки
У 1985 році Болл знялася в телевізійному фільмі про бездомну жінку похилого віку «Кам'яна подушка», який був добре прийняти публікою. В 1986 році випустила телешоу «Життя з Люсі», котре очікувало фіаско і зняття з показу через два місяці після першого ефіру. Останній раз акторка з'явилась на публіці за кілька тижнів до смерті на церемонії вручення «Оскара» 29 березня 1989 року.
18 квітня 1989 року через болі в грудях Люсіль була госпіталізована, перенесла операцію з протезування грудної аорти. 26 квітня 1989 року Люсіль Болл неочікувано померла через розрив аневризми черевної аорти. Спочатку була похоронена на кладовищі Голівуд-Хіллз в Лос-Анджелесі, пізніше перезахоронена дітьми в Джеймстауні.
В 2003 році вийшов телефільм «Люсі» з Рейчел Йорк в ролі Люсіль (Мейделін Зіма в ролі молодої Люсіль).

## Фільмографія
1. 1933: Хутір / The Bowery — блондинка
2. 1933: Брудні гроші / Blood Money — дівчина Друрі
3. 1933:  Скандал у Римі / Roman Scandals — мешканка нетрів, рабиня
4. 1934: Мільйони дітей / Kid Millions — дівчина «Голдвіна»
5. 1934:  Бродвейський рахунок / Broadway Bill — блондинка телефонний оператор
6. 1934: Нана / Nana — дівчина з хору
7. 1934: Марнославне вбивство / Murder at the Vanities — дівчина Ерла Керолла
8. 1934: Романи Челліні / The Affairs of Cellini — пані в очікуванні
9. 1935: Циліндр / Top Hat — клерк квіткової крамниці
10. 1935: Я забагато мрію / I Dream Too Much — Гвендолін Діллі, турист
11. 1935: Роберта / Roberta — модель
12. 1935: Три мушкетери / The Three Musketeers — «незначна роль»
13. 1936: Слідуючи за флотом / Follow the Fleet — Кітті Колінз
14. 1936: Зима на порозі / Winterset — дівчина
15. 1936: Ця дівчина з Парижу / That Girl from Paris — Клер Вільямс
16. 1937: Двері на сцену / Stage Door — Джуді Кенфілд
17. 1938: Насолоджуйтесь життям / Joy of Living — Саліна Гаррет Пайн
18. 1938: Обслуговування номерів / Room Service — Крістіна Марлоу
19. 1940: Танцюй, дівчинко, танцюй / Dance, Girl, Dance — Бабл
20. 1942:  Велика вулиця / The Big Street — Глорія Лайонс
21. 1943:  Тисячі привітань / Thousands Cheer — камео
22. 1944:  Познайомтеся з людьми / Meet the People — Джулія Гамптон
23. 1945: Ебботт і Костелло в Голівуді / Abbott and Costello in Hollywood — камео
24. 1946:   Безумства Зігфелда / Ziegfeld Follies — камео
25. 1946:  Темний кут / The Dark Corner — Кетлін Стюарт
26. 1946:   Одружуватися легко / Easy to Wed — Гледіс Бентон
27. 1946: Вернись, любов моя / Lover Come Back — Кей Вільямс
28. 1947: Спокушений / Lured — Сандра Карпентер
29. 1951: Магічний килим / The Magic Carpet— принцеса Нара
30. 1953: Я люблю Люсі / I Love Lucy — Люсі Рікардо, камео
31. 1954: Довгий, довгий трейлер / The Long, Long Trailer — Теси Болтон-Колліні
32. 1960:  Правда життя / The Facts of Life — Кітті Вівер
33. 1963:  Критичний вибір / Critic's Choice  — Анджела Баллантин
34. 1967:  Гид для женатого человека / A Guide for the Married Man — технічний консультант
35. 1968: Твоє, моє в наше / Yours, Mine and Ours  — Хелен Норт Бірдслі
36. 1974:  Маме / Mame— Маме Денніс

## Роботи на телебаченні
- Я люблю Люсі (1951 — 1957)
- Час комедії Люсі-Дізі (1957 — 1960)
- Шоу Люсі (1962 — 1968)
- Ось Люсі (1968 — 1974)
- Кам"яна подушка (1985)
- Життя з Люсі (1986)

## Роботи на радіо
- Мій милий чоловік (1948 — 1951)